# 小費斯基
50°8′59″N 35°57′56″E / 50.14972°N 35.96556°E
小費斯基（烏克蘭語：Малі Феськи）是位於烏克蘭東部的鄉村居民點，由哈爾科夫州博霍杜希夫區的佐洛奇夫市鎮負責管轄。該鄉始建於1929年，面積0.29平方公里，海拔高度175米，2001年人口1,003。